# Acronicta pachycephala
Acronicta pachycephala är en fjärilsart som beskrevs av Achille Guenée 1852. Acronicta pachycephala ingår i släktet Acronicta och familjen nattflyn. Inga underarter finns listade i Catalogue of Life.